# 小行星4571
小行星4571（4571 Grumiaux）是一颗围绕太阳公转的小行星。1985年9月8日，亨利·德波鸿诺在拉西拉天文台发现了此天体。
这颗小行星的绝对星等为172.8269668176067等。